# Егоршев, Андрей Анатольевич
Андре́й Анато́льевич Его́ршев (26 сентября 1965, Жуковский — 19 октября 2024, Ламеция-Терме, Италия) — российский теле- и радиоведущий, сооснователь жанра «обзор прессы».

## Биография
Учился на мехфаке МИИГА, но не окончил его.
После службы в армии поступил на факультет журналистики МГУ, который окончил в 1993 году.
С 1990 года работал на радио «Эхо Москвы».
С 1992 по 1999 год вёл на телевидении программу «Пресс-экспресс» (первые пять лет на 1-м канале Останкино и ОРТ, затем на канале «ТВ Центр»). Пик популярности передачи пришёлся на начало девяностых. Но спустя несколько лет «Пресс-экспресс» был передвинут на ночное время (после часа ночи) и время эфира было сокращено до пяти минут.
В 1997 году программа ушла с ОРТ, а спустя два года была закрыта.
В 1999—2000 годах Андрей Егоршев сотрудничал с программой «Неделя» ТВЦ.
В 2001—2015 годах вёл обзор прессы для радио «Маяк», «Радио России», а затем и «Вести ФМ». Также в 2003—2004 годах вёл программу «Обозреватель» на НТВ, в 2006—2009 годах пресс-обзор на канале «Вести».
С 18 мая 2014 по 31 марта 2015 года вёл на «Вестях ФМ» возобновлённый «Пресс-экспресс».
В 2012—2015 годах преподавал в Российском государственном гуманитарном университете.
С 2015 года занимался преимущественно бизнесом. Последние годы жил в Италии.
Скончался 19 октября 2024 года на 60-м году жизни в городе Ламеция-Терме (Италия).